# Curt Adolph Netto

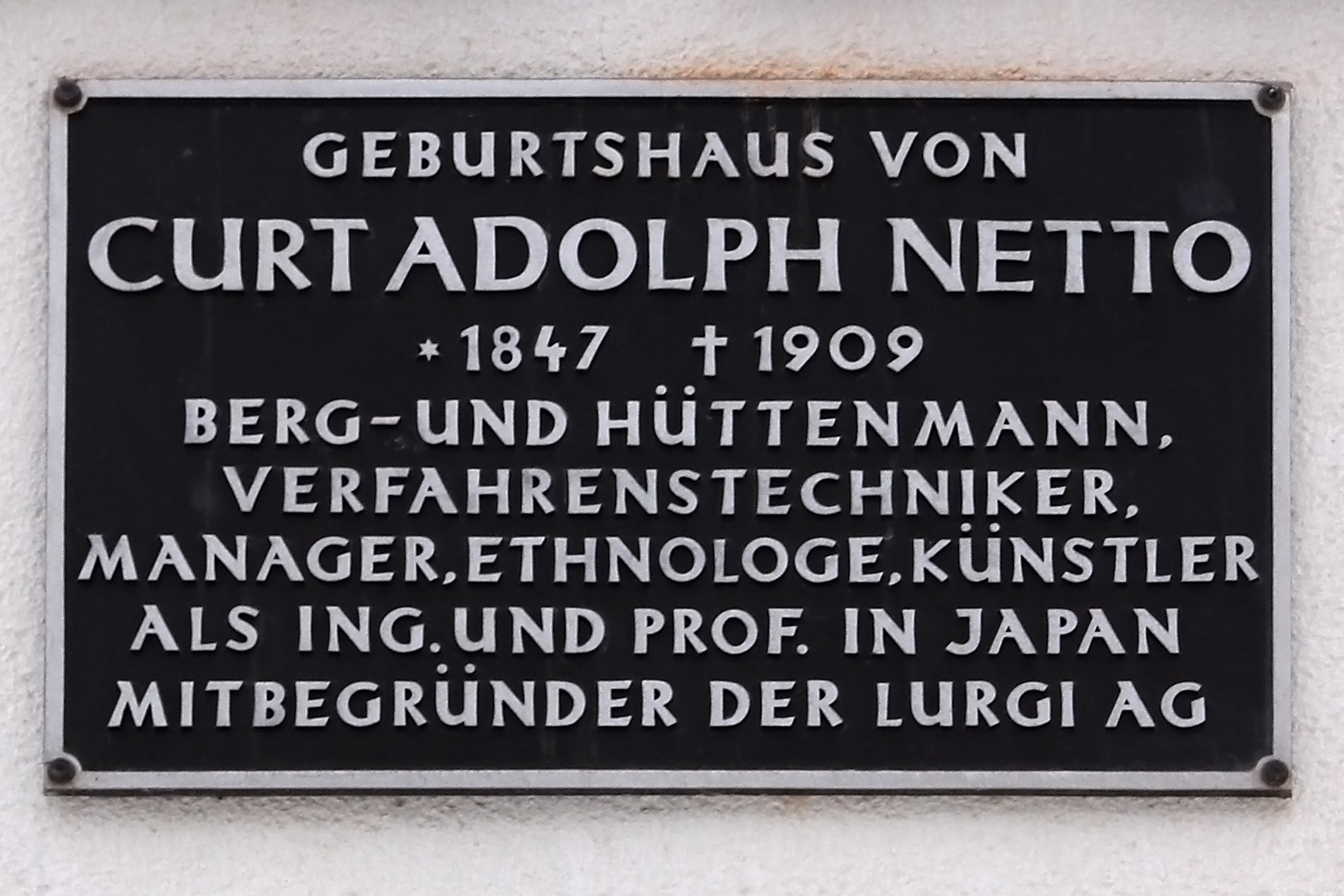
Placa na casa em que nasceu em Freiberg

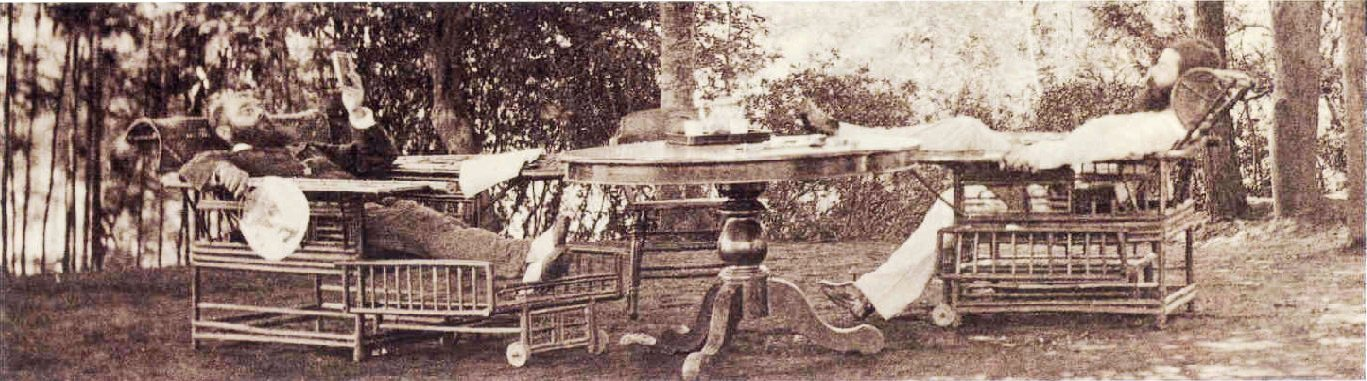
Curt Netto, esquerda Erwin Bälz

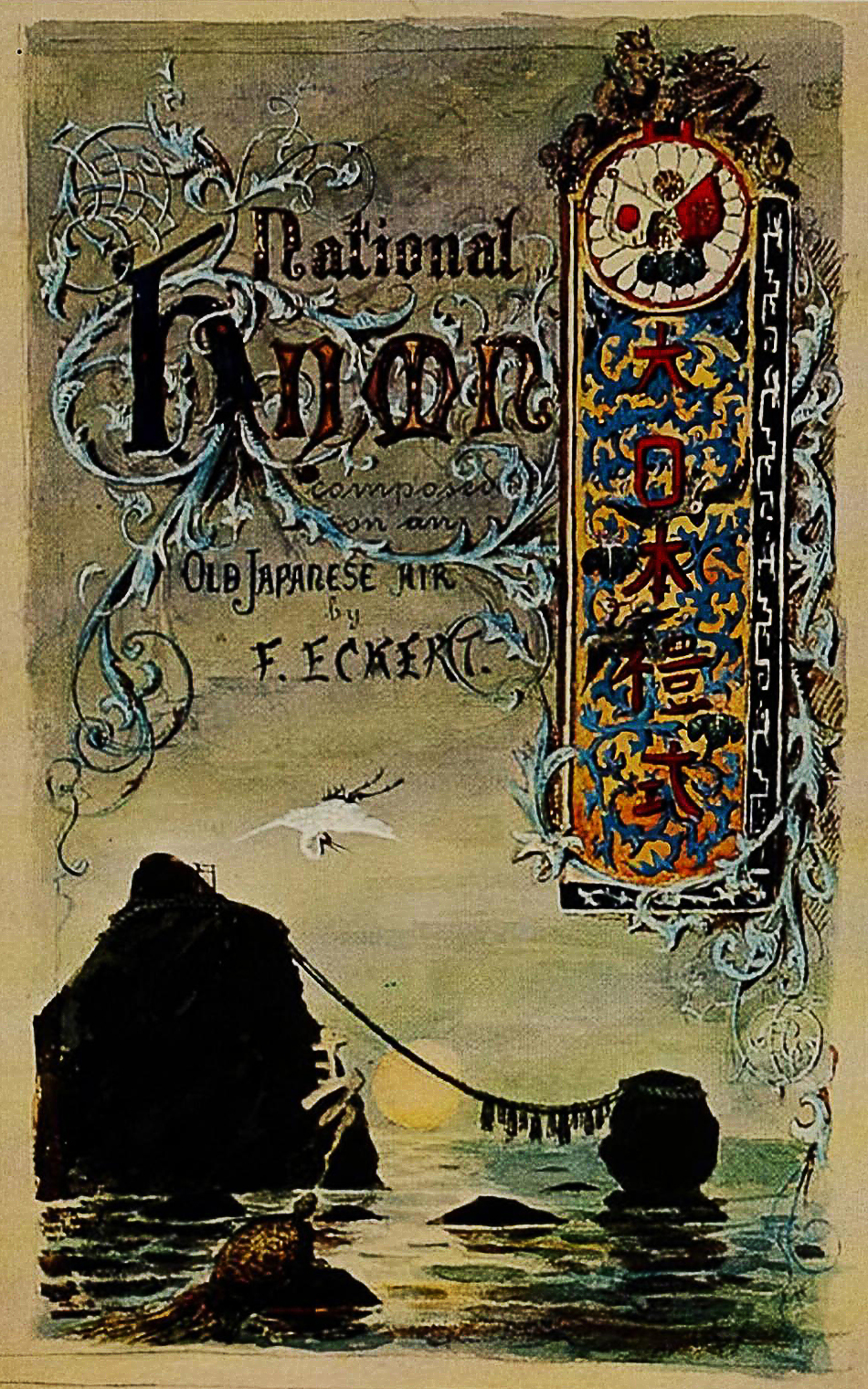
Esboço da capa de Curt Netto para a partitura do Hino Nacional Japonês do compositor Franz Eckert (1880)

Curt Adolph Netto (Freiberg, 21 de agosto de 1847 – Frankfurt am Main, 7 de fevereiro de 1909) foi um metalurgista e educador alemão. É considerado um pioneiro da utilização industrial de alumínio.

## Vida
Netto provém de uma família de oficiais de mineração, filho de Gustav Adolph Netto. Frequentou em Freiberg a Knabenbürgerschule e depois da transferência de seu pai para Schneeberg, Saxônia, frequentou a Bürgerschule local. Em 1860 retornou para Freiberg, a fim de seguir sua formação escolar no ginásio local. Em 1864 foi matriculado na Universidade de Mineração e Tecnologia de Freiberg. Após completar os estudo em 1869 e ter-se alistado como voluntário para o serviço militar em Schneeberg, foi convocado para a Guerra franco-prussiana, tendo recebido a Cruz de Ferro de II Classe.
A partir de 1871 obteve de seu cunhado na Geitnersche Schmelzfarbenwerk em Schneeberg um cargo como químico. Em 1873 Netto foi nomeado diretor das minas de chumbo e prata em Kosaka na ilha de Honshu. Durante seu mandato, que se estendeu até 1877, Netto modernizou as instalações da mina e introduziu novos métodos de fundição.
Após a privatização das minas de Kosaka Netto tornou-se em 1877 docente de metalurgia e a partir de 1878 professor de mineração e metalurgia da Universidade de Tóquio. Já em 1873 Netto foi um dos fundadores da Deutsche Gesellschaft für Natur- und Völkerkunde Ostasiens (OAG). Entre 1882 e 1883 tirou férias a fim de participar de uma viagem de pesquisas para a Europa, México e Estados Unidos.
Em 1886 Netto trabalhou em Paris com o cônsul Martin Michael Bair. Entre 1887 e 1889 trabalhou na Krupp AG, onde patenteu um novo procedimento para produção de alumínio sobre a redução do sódio da criolita, procedimento que foi imediatamente suplantado através do desenvolvimento da eletrólise.

## Obras
Netto publicou diversos trabalhos especializados sobre montanhismo e metalurgia, baseados principalmente sobre sua atividade no Japão. Suas obras mais significativas são os trabalhos sobre arte e história da cultura:
- Papierschmetterlinge aus Japan. Nach Skizzen des Verfassers illustriert von Paul Bender. T. O. Weigel, Leipzig, 1888.
- Japanischer Humor (com Gottfried Wagener), Brockhaus, Leipzig, 1901. (Digitalisat)